# Soyuz MS-12
Soyuz MS-12 foi uma missão espacial de uma nave Soyuz e o 141º voo tripulado do programa Soyuz desde seu primeiro voo tripulado em 1967. Ela foi lançada em 14 de março de 2019, levando três membros da Expedição 59 para a Estação Espacial Internacional. Os tripulantes, um russo e dois norte-americanos, também participaram da Expedição 60.  Dois dos tripulantes, o comandante Aleksei Ovchinin e o engenheiro de voo Nick Hague, sofreram um acidente durante o lançamento da Soyuz MS-10 cinco meses antes, dos quais escaparem ilesos, e foram transferidos para este voo; com eles, completando a tripulação, seguiu a engenheira de voo Christina Koch. 
Esta missão estava programada para ser o primeiro voo espacial de um dos novos astronautas dos Emirados Árabes Unidos, Hazza Al Mansouri, mas isso foi adiado para o voo da Soyuz MS-15, devido à abortagem  do lançamento da Soyuz MS-10, que provocou vários remanejamentos de tripulações para as missões posteriores.  A missão foi encerrada 3 de outubro de 2019, quando a nave – transportando Ovchinin, Hague e o participante do voo espacial árabe Al Mansouri, que havia subido posteriormente em outro voo – retornou à Terra.

## Tripulação

### Lançamento
| Posição             | Tripulante       | Duração          | Pousou na   |
| ------------------- | ---------------- | ---------------- | ----------- |
| Comandante          | Aleksei Ovchinin | 202d 15h 45m 13s | Soyuz MS-12 |
| Engenheiro de voo 1 | Nick Hague       | 202d 15h 45m 13s | Soyuz MS-12 |
| Engenheira de voo 2 | Christina Koch   | 328d 13h 58m 13s | Soyuz MS-13 |

### Retorno
| Posição                      | Tripulante        | Duração          | Pousou na   |
| ---------------------------- | ----------------- | ---------------- | ----------- |
| Comandante                   | Aleksei Ovchinin  | 202d 15h 45m 13s | Soyuz MS-12 |
| Engenheiro de voo 1          | Nick Hague        | 202d 15h 45m 13s | Soyuz MS-12 |
| Participante do voo espacial | Hazza Al Mansoori | 7d 21h 01m 38s   | Soyuz MS-15 |

## Insígnia
O emblema da missão é baseado no design gráfico do da Soyuz MS-10, a acidentada missão que não conseguiu entrar em órbita e foi abortada, quando era tripulada por Alexei Ovchinin e Nick Hague, que agora voltavam ao espaço na MS-12. Ela é uma imagem espelhada da original, apenas com o nome da nova tripulante Christina Koch acrescentado. A dupla borda amarela significa a segunda tentativa de Ovchinin e Hague. O desenho triangular da insígnia mostra a espaçonave em órbita terrestre. Por trás da superfície azul do planeta, os elementos das bandeiras russa e americana enfatizam o caráter internacional da missão espacial. As três estrelas, parte da bandeira dos Estados Unidos, remetem aos três tripulantes. Ao fundo, no espaço profundo, aparece a silhueta de uma coruja, simbolizando a sapiência científica que as pesquisas a serem feitas na ISS proporcionará. A estação espacial é mostrada em amarelo à direita. Do lado direito da coruja, a Lua simboliza a direção do sonho humano no futuro, via Lua para o espaço profundo. O símbolo da Roskosmos é colocado no topo esquerda do emblema, com o nome dos tripulantes logo abaixo. No centro da insígnia, o nome da espaçonave.

## Lançamento e acoplagem
A nave foi lançada do Cosmódromo de Baikonur às 19:14 UTC de 14 de março de 2019, em direção à ISS, entrando em órbita nove minutos depois. Após uma jornada de seis horas realizando quatro órbitas e seis queimas de motores, ela acoplou-se ao módulo Rassvet às 01:01 UTC de 15 de março, dando início à Expedição 59 na estação, onde permaneceu acoplada como nave de escape de emergência até o fim da missão.

## Retorno
Após 203 dias em órbita acoplada à ISS, a MS-12 desacoplou-se do módulo Rassvet às 07:37 UTC de 3 de outubro, iniciando sua volta à Terra. Pousou em segurança cerca de três horas depois, às 10:59 UTC (hora local:16:59), nas estepes do Casaquistão, onde a tripulação foi recolhida pelas equipes de apoio em terra.

## Galeria
- A tripulação é conduzida até a torre de lançamento.
- Lançamento em Baikonur.
- A acoplagem na estação.
- A nave acoplada à ISS sobrevoa o Nepal e a China.